# Samsung Galaxy J8

Logomarca

Samsung Galaxy J8 é um smartphone Android fabricado pela Samsung Electronics. Anunciado em 22 de maio de 2018 e lançado no mesmo dia, junto com o Galaxy J4 e o Galaxy J6, o J8 é um smartphone intermediário e sucessor do Galaxy J7. Ele apresenta recursos de hardware e software semelhantes ao seu colega topo de linha.

## Especificações
O dispositivo conta com um processador Snapdragon 450 (oito núcleos de até 1,8 GHz), da Qualcomm, 4 GB de memória RAM e armazenamento interno de 64 GB, equivalente a quantidade de celulares premium. Conta com uma tela Super AMOLED de 6 polegadas com resolução HD+. O J8 vem com o Android 8 Oreo de fábrica com atualização para Android 10 (One UI 2.0).